# Каубојски шешир
Каубојски шешир је шешир широког обода, најпознатији као традиционални шешир каубоја Северне Америке. Под утицајем мексичке културе 19. века, данас га носе многи људи, а нарочито је повезан са фармерима у западним и јужним деловима Сједињених Америчких Држава, западној Канади и северном Мексику. Често га носе кантри певачи и учесници родеа. Познат је широм света као део културе дивљег запада, јер се носио у то врем због практичности, јер је штитио од разног времена.
Каубојски шешири се носе широм света, али се најчешће повезују са Северном Америком.

## Дизајн
Модерни каубојски шешири су израђени од крзна, филца, сламе или ређе, од коже. Могу бити произведени у било којој боји, али су најчешће  беж, браон и црни. Почев од 1940. године, пастелне боје су уведене, и често се виде на шеширима које су носили каубоји у филмовима.

## Историја
Шешире широког обода са великом круном, које носе јахачи, се појављује још у 13. веку. Открили су га монголски коњаници. Због сунчаних и врућих клима настали су шешири са широким ободом, попут сомбрера у Мексику.
Није познато када је каубојски шешир почео да се тако назива. Западњаци нису имали стандардан шешир. Људи који су се селили на запад су носили многе стилове шешира. Супротно популарном веровању, каубојски шешир у почетку није био најпопуларнији шешир на дивљем западу. Каубоји су носили шешире са виском круном и широким ободом, које су усвојили од мексиканаца. Ови шешири су инспирисали настанак каубојског шешира. Мада су приви овакви шешири настали у северном Мекскику, а не у Сједињеним Америчким Државама.
Први каубојски шешири су у Сједињеним Америчким Државама почели да се производе 1860-их, и имали су окркуглу круну. Ови шешири су били отпорни на воду, природних боја и имали су круну и обод од око 10 центиметра. Имали су траку, тако да је онај ко је носио шешир могао да га прилагоди својој глави. Знојници су носили име компаније која их је направила. Правили су се од разних материјала и били су различитих квалитета. Најскупљи су били направњени од крзна дабра. Откако су настали, постали су универзална слика амерочког дивљег запада. У 19. веку и првој половини 20. века, шешир је био незаобилазан део гардеробе. 

## Модеран дизајна
Украси, попут копчи, се везују на леву страну шешира. То има практичну сврху. Већина људи су дешњаци, и када би се украси налазили на десној страни, ометали би употребу оружја.
Унутар каубојских шешира се налази трака, која одаје почаст шеширџијама који су се разболели док су правили шешире. Шешири су се обрађивали живом и шеширџије су удисали испарење, што је изазивало тровање и оштећења на мозгу (одатле и потиче термин луди шеширџија). 
Модеран каубојски шешир се није променио много од првобитног модела. Шешир се често и даље везује за запад. Онај ко носи шешир га често обликује како он жели. Када се шешир изложи пари, он постаје мекан и лак за обраду, а након што се стегне остаје у овом положају. Због тога што се шешир лако обрађује, може се лако препознати одакле је човек који га носи.
Када су "Дивљи Запад" популаризовали забављачи попут Буфало Била и разни вестерн филмови, каубојски шешир је постао симбол Америчког Запада. Џон Вејн га је назвао "шеширом који је освојио запад". Постоје разне врсте овог шешира. Овакав шешир носе сви, од фармера до полицајаца, војника и глумаца.
Први полицајци који су усвојили шешир као део униформе су били Тексашки ренџери. Касније су га усвојиле многе службе у Сједињеним Америчким Државама и Канади. Председници Хари Труман, Двајт Ајзенхауер, и Линдон Џонсон су често носили каубојске шешире.

## "Тен-галон" шешир
Неки каубоји су носили такозване "тен-галон" шешире (енг. "десет галона"). Назив шешира је настао 1920.их година и  постоји неколико теорија како је настао.
Једна од теорија је да је термин "тен-галон" настао од шпанског tan galán, што значи "врло леп". На пример, un sombrero tan galán, "баш леп шешир".